# Katedra Judaistyki im. Tadeusza Taubego Uniwersytetu Wrocławskiego
Katedra Judaistyki im. Tadeusza Taubego Uniwersytetu Wrocławskiego – jednostka dydaktyczno-naukowa należąca do struktur Wydziału Neofilologii Uniwersytetu Wrocławskiego.
Siedziba katedry znajduje się przy ul. św. Jadwigi 3/4. Do 2024 roku kierownikiem katedry był profesor Marcin Wodziński, w 2024 roku zastąpił go dr Wojciech Tworek.

## Historia
W 1993 roku, z inicjatywy profesora Jerzego Woronczaka, powstała Pracownia Kultury i Języków Żydów Polskich przy Instytucie Filologii Polskiej Uniwersytetu Wrocławskiego. W 2005 roku pracownia została przemianowana na Zakład Studiów Żydowskich, a w 2016 roku na samodzielną Katedrę Judaistyki. Od 1 lutego 2017 roku patronem katedry jest Tadeusz Taube. Początkowo siedziba katedry znajdowała się na placu Nankiera, a 18 czerwca 2018 roku miało miejsce otwarcie nowej siedziby katedry w dawnym klasztorze na wyspie Piasek.
Od 2024 roku wchodzi w skład Wydziału Neofilologii, wcześniej była częścią Wydziału Filologicznego Uniwersytetu Wrocławskiego.
Program zajęć dydaktycznych na kierunku judaistyka uruchomiono na UWr w 2003 roku jako Studium Kultury i Języków Żydowskich. W 2013 roku studium zostało zastąpione studiami licencjackimi, a w 2016 roku powstały także studia magisterskie. 
Katedra współpracuje z Muzeum Historii Żydów Polskich Polin, Gminą Wyznaniową Żydowską we Wrocławiu, Fundacją Bente Kahan, Dzielnicą Czterech Wyznań i Taube Philantropies. Przy katedrze działa Koło Naukowe „Sznirele Perele” oraz Biblioteka Katedry Judaistyki. W siedzibie katedry znajduje się ekspozycja obrazów Lva Sterna i Miry Żelechower-Aleksiun.
Przy katedrze działa podcast Żydzi i inni Polacy, którego prowadzącymi są Tomasz Duda i Barbara Pendzich.